# Корзина, Галина Александровна
Галина Александровна Корзина (род. 15 ноября 1944 года) — советский и российский художник-керамист, член-корреспондент Российской академии художеств (2012).

## Биография
Родилась 15 ноября 1944 года в Хабаровске.
В 1974 году — окончила Московское высшее художественно-промышленное училище по специальности «Декоративно-прикладное искусство» (художественная керамика).
В 1979 году — вступила в Союз художников СССР.
С 2003 года — член Государственной аттестационная комиссии МГХПУ имени С. Г. Строганова.
В 2012 году — избрана членом-корреспондентом Российской академии художеств от Отделения декоративных искусств.
Секретарь по декоративному искусству Союза художников России, председатель по декоративному искусства Московского Союза художников.

### Семья
Дочь — художник Александра Олеговна Створа (род. 1972).

### Основные работы
- произведения, выполненные в материале фарфор-бисквит на Дулевском фарфоровом заводе: 3-фигурная композиция «Бал при свечах» (1997 г.), 2-фигурная композиция «Дуэт», (2000 г.), 3-фигурная композиция «Лебединое озеро» (2001 г.), 3-фигурная композиция «Фламенко» (2005 г.), 4-фигурная композиция «Крещендо» (2007—2008 гг.);
- произведения, выполненные в материале фаянс в творческих группах ЭТПК («Воронцово»):3-фигурная композиция «Ипостась» (2003 г.), серия работ на тему «Бухта радости» (2005 г.), композиция из 4-х предметов «Регата» (2005 г.), композиция из 4-х предметов «Серфинг» (2005 г.), композиция из 2-х предметов «Амазонки» (2005 г.), композиция из 4-х предметов «Три грации» (2005 г.), 3-фигурная композиция «Странствующие облака» (2010 г.), 4-частная композиция «Соловки. 1945 год. Школа юнг» (2015 г.)

Произведения представлены в собраниях крупнейших российских музеев, а также в частных коллекциях в России и за рубежом; участник московских, республиканских, всесоюзных и тематических выставок с 1974 г., персональных — с 1980 г.

## Награды
- Заслуженный художник Российской Федерации (2008)[2]
- Почётная медаль Советского Фонда мира (1989)